# Torneo Nacional de Boxeo Playa Girón 2005
Das Torneo Nacional de Boxeo Playa Girón 2005 wurde vom 23. bis zum 30. Januar 2005 in Pinar del Río ausgetragen und war die 44. Austragung der nationalen kubanischen Meisterschaften im Amateurboxen.

## Medaillengewinner
Die Meistertitel wurden in elf Gewichtsklassen vergeben.
| Gewichtsklasse                  | Gold                 | Silber            | Bronze              |
| ------------------------------- | -------------------- | ----------------- | ------------------- |
| Halbfliegengewicht (bis 48 kg)  | Yan Barthelemí       | Andry Laffita     | Yampier Hernández   |
| Halbfliegengewicht (bis 48 kg)  | Yan Barthelemí       | Andry Laffita     | Ivan Pérez          |
| Fliegengewicht (bis 51 kg)      | Roniel Iglesias      | Karel Luis        | Yoandri Salinas     |
| Fliegengewicht (bis 51 kg)      | Roniel Iglesias      | Karel Luis        | Osniel Martínez     |
| Bantamgewicht (bis 54 kg)       | Guillermo Rigondeaux | Osieris Hernández | Ariel Maturel       |
| Bantamgewicht (bis 54 kg)       | Guillermo Rigondeaux | Osieris Hernández | Yankiel León        |
| Federgewicht (bis 57 kg)        | Luis Franco Vázquez  | Vladimir Díaz     | Yordanki Cuevas     |
| Federgewicht (bis 57 kg)        | Luis Franco Vázquez  | Vladimir Díaz     | Argelio Hernández   |
| Leichtgewicht (bis 60 kg)       | Yordenis Ugás        | Raudel Sánchez    | Hoandry Longa       |
| Leichtgewicht (bis 60 kg)       | Yordenis Ugás        | Raudel Sánchez    | Michel Sarria       |
| Halbweltergewicht (bis 64 kg)   | Inocente Fiss        | Estenio Gutiérrez | Maikel Pérez        |
| Halbweltergewicht (bis 64 kg)   | Inocente Fiss        | Estenio Gutiérrez | Yoelquis Labaniño   |
| Weltergewicht (bis 69 kg)       | Erislandy Lara       | Yudel Johnson     | Jorge Herrera       |
| Weltergewicht (bis 69 kg)       | Erislandy Lara       | Yudel Johnson     | Isley Cardenas Luis |
| Mittelgewicht (bis 75 kg)       | Emilio Correa Bayeux | Wiliam Ordaz      | Yunieski González   |
| Mittelgewicht (bis 75 kg)       | Emilio Correa Bayeux | Wiliam Ordaz      | Yudiel Nápoles      |
| Halbschwergewicht (bis 81 kg)   | Yusiel Nápoles       | Yunier Dorticos   | Yoandri Maceo       |
| Halbschwergewicht (bis 81 kg)   | Yusiel Nápoles       | Yunier Dorticos   | Vladimir Linares    |
| Schwergewicht (bis 91 kg)       | Yoan Pablo Hernández | Luis Ortiz        | Dayron Rodríguez    |
| Schwergewicht (bis 91 kg)       | Yoan Pablo Hernández | Luis Ortiz        | Robert Alfonso      |
| Superschwergewicht (über 91 kg) | Michel López         | Odlanier Solís    | Leonardo Enrich     |
| Superschwergewicht (über 91 kg) | Michel López         | Odlanier Solís    | Max Robert Munoz    |